# Distrikt Ticllos
Der Distrikt Ticllos liegt in der Provinz Bolognesi in der Region Ancash in West-Peru. Der Distrikt wurde am 22. Oktober 1907 gegründet. Die Distriktfläche beträgt 92,6 km². Beim Zensus 2017 wurden 687 Einwohner gezählt. Im Jahr 1993 lag die Einwohnerzahl bei 591, im Jahr 2007 bei 978. Die Distriktverwaltung befindet sich in der 3655 m hoch gelegenen Ortschaft Ticllos mit 418 Einwohnern (Stand 2017). Ticllos befindet sich knapp 12 km südsüdwestlich der Provinzhauptstadt Chiquián.

## Geographische Lage
Der Distrikt Ticllos liegt in der peruanischen Westkordillere zentral in der Provinz Bolognesi. Der Distrikt liegt westlich des nach Süden fließenden Río Pativilca und wird im Nordosten und im Südwesten von den Flusstälern der Quebrada Yanayaco und der Quebrada Checchec begrenzt.
Der Distrikt Ticllos grenzt im Süden an die Distrikte Abelardo Pardo Lezameta und San Miguel de Corpanqui, im Südwesten an den Distrikt Cajamarquilla (Provinz Ocros), im Westen an den Distrikt Cajacay sowie im Norden und im Osten an den Distrikt Chiquián.